# Rhyacophila caussica
Rhyacophila caussica là một loài Trichoptera trong họ Rhyacophilidae. Chúng phân bố ở miền Cổ bắc.